# Des rivières sur les ponts
Des rivières sur les ponts est un album de bande dessinée.
- Scénario Zoran Penevski
- Dessins et couleurs : Goran Josic

## Publication

### Éditeurs
- Delcourt (Collection Mirages) : première édition  (ISBN 2-84789-104-8) (2004).